# Bernadets-Debat
Bernadets-Debat település Franciaországban, Hautes-Pyrénées megyében. Lakosainak száma 99 fő (2022. január 1.). Bernadets-Debat Castex, Sarraguzan, Antin, Estampures, Fontrailles, Lapeyre, Mazerolles és Trie-sur-Baïse községekkel határos.

## Népesség
A település népességének változása:
| Lakosok száma | 104  | 101  | 106  | 111  | 112  | 112  | 111  | 107  | 103  | 99   |
|               | 2010 | 2013 | 2015 | 2016 | 2017 | 2018 | 2019 | 2020 | 2021 | 2022 |